# Cis gardneri
Cis gardneri es una especie de coleóptero de la familia Ciidae.

## Distribución geográfica
Habita en la India.